# IC 594
IC 594 је спирална галаксија у сазвјежђу Секстант која се налази на листи објеката дубоког неба у Индекс каталогу.
Деклинација објекта је - 0° 39' 58" а ректасцензија 10h 8m 31,9s. Привидна величина (магнитуда) објекта IC 594 износи 13,8 а фотографска магнитуда 14,6. IC 594 је још познат и под ознакама UGC 5472, MCG 0-26-23, CGCG 8-49, KARA 401, PGC 29496.